# Asakawa Kan’ichi

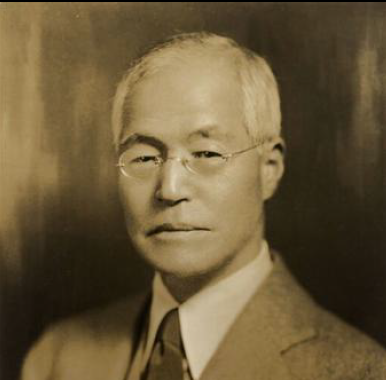
Asakawa Kan’ichi

Asakawa Kan’ichi (japanisch 朝河 貫一; geboren 20. Dezember 1873 in Nihonmatsu (Präfektur Fukushima); gestorben 10. August 1948 in Vermont USA) war ein japanischer Historiker und der erste japanische Professor an der Yale-Universität.

## Leben und Wirken
Asakawa Kan’ichi besuchte die Asaka-Mittelschule (安積中学校), dann die „Tōkyō semmon gakkō“ (東京専門学校), also die Vorläufereinrichtung der heutigen Waseda-Universität, an der er Geisteswissenschaften studierte. Nach dem Abschluss bewarb er sich auf eine Stipendium des Dartmouth College, erhielt es und kam so 1896 zur Weiterbildung in die USA. Während seiner Zeit am College konnte er beim Präsidenten der Universität, William Jewett Tucker (1839–1926), wohnen.
Nach dem Abschluss dort wechselte Asakawa zur Yale-Universität, wo er sich mit der mittelalterlichen europäischen Geschichte befasste. 1902 wurde er mit einer Arbeit Taika-Reform, die im Jahr 645 in Japan stattgefunden hatte, zum Doktor promoviert. Er unterrichtete dann an der Universität fernöstliche Geschichte. Zur Zeit des Russisch-Japanischen Krieges wurde innerhalb und außerhalb der Universität das Interesse an Japan geweckt, das zu einer Großmacht aufgestiegen war. 1905 publizierte er „The Russo-Japanese Conflict: Its Causes and Issues“. Im selben Jahr wurde Asakawa für zwei Jahre nach Japan geschickt, um an der Waseda, der Universität Tokio, beim Außenministerium sich über das gewandelte Bewusstsein zu informieren. Nach seiner Rückkehr wurde er Lehrbeauftragter an der Yale-Universität.
1910 wurde Asakura Assistenzprofessor und war zuständig für die Geschichte der japanischen Außenpolitik und der Geschichte Ostasiens der Gegenwart. 1917, ging er erneut nach Japan, untersuchte alte Dokumente des Historiographischen Instituts der Universität Tokio, besuchte die alten Tempel von Kansai, besuchte die Familie Iriki (入来院家) in Kagoshima, deren alte Dokumente in interessierten. 1923 wurde er zuständig für die mittelalterliche europäische Geschichte, 1929 publizierte er ein Buch über die Dokumentensammlung der Familie Iriki, „The Documents of Iriki“. Dieses Buch stellt die Geschichte der Entwicklung des japanischen Feudalsystems nach der Methode der vergleichenden Rechtsgeschichte dar. Es enthält Nachdrucke von etwa 250 Dokumenten der Iriki aus der Zeit von 1135 bis 1870, die zum Satsuma-Han gehörten.
1930 wurde Asakawa Professor. Er wurde auch nach dem Abbruch der diplomatischen Beziehungen zu den USA im Jahr 1941 nicht entlassen. Nach seiner Pensionierung im Jahr 1943 wurde ihm für seine 36-jährige Amtszeit der Titel eines Professors Emeritus verliehen. In seinen späteren Jahren widmete er sich an der Yale-Universität dem Studium des japanischen Shōen-Systems. Er starb nach dem Zweiten Weltkrieg in einem Sommerresort in Vermont. Sein letztes Buch, „Shōen Kenkyū“ (荘園研究) – „Shōen-Forschung“, wurde 1965 in Tokio veröffentlicht.
Asakawas Forschung hatte nicht nur einen großen Einfluss auf die westliche Wissenschaft, sondern auch auf die japanische Wissenschaft. An seiner alten Schule, der Asaka High School, gibt es ihm zu Ehren den „Asakawa-Kirschbaum“ in Erinnerung an seine außergewöhnlichen Leistungen als Forscher und Wissensvermittler. Am 14. Oktober 2024 wurde ein Asteroid nach ihm benannt: (29159) Asakawa.